# Rajons de Jēkabpils
Le rajons de Jēkabpils se situait dans le sud de la Lettonie, à la frontière avec la Lituanie. Les rajons ont été supprimés par la réforme administrative de 2009.

## Population (2000)
Au recensement de l'an 2000, le district avait 56 348 habitants, dont :
- Lettons : 37 809 personnes, soit 67,10 %.
- Russes : 12 881 personnes, soit 22,86 %.
- Biélorusses :  1 711 personnes, soit  3,04 %.
- Polonais :  1 368 personnes, soit  2,43 %.
- Lituaniens :    973 personnes, soit  1,73 %.
- Ukrainiens :    815 personnes, soit  1,45 %.
- Autres :    791 personnes, soit  1,40 %.

Le terme Autres inclut notamment des ressortissants issus de l'ex-URSS (Estoniens, Moldaves...), ainsi que des Rroms.

## Subdivisions

### Pilseta
- Aknīste
- Jēkabpils
- Viesīte

### Pagasts
- Atašienes
- Ābeļu
- Asares
- Dignājas
- Dunavas
- Elkšņu
- Gārsenes
- Krustpils
- Kūku
- Kalna pagasts
- Leimaņu
- Mežāres
- Rites
- Rubenes
- Salas
- Saukas
- Sēlpils
- Variešu
- Vīpes
- Zasas